# Agrilus gianassoi
Agrilus gianassoi es una especie de insecto del género Agrilus, familia Buprestidae, orden Coleoptera.
Fue descrita científicamente por Magnani & Niehuis, 1994.